# حادثه تری مایل آیلند

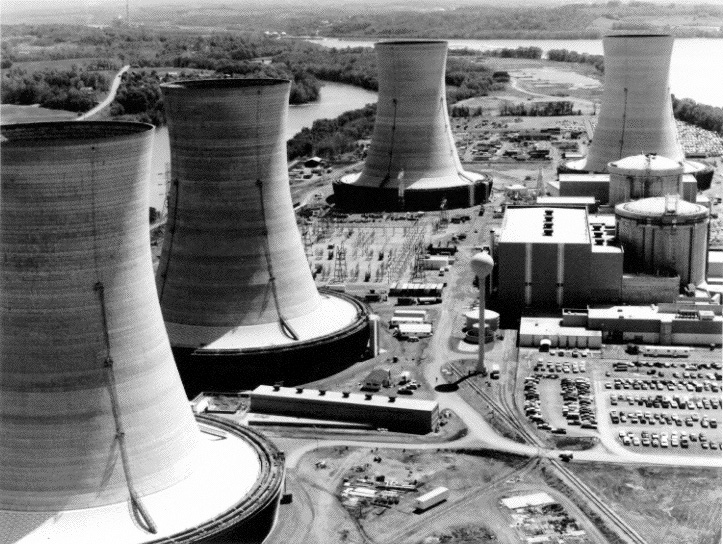
رآکتورهای تری مایل آیلند

حادثهٔ اتمی تری مایل آیلند بدترین حادثهٔ اتمی آمریکا و نخستین فاجعهٔ راکتورهای هسته‌ای دنیا (پیش از حادثهٔ چرنوبیل) است که در ۲۸ مارس ۱۹۷۹ در تری مایل آیلند آمریکا اتفاق افتاد. در این حادثه، بخشی از هستهٔ اصلی واحد ۲ در نیروگاه تری مایل آیلند در ایالت پنسیلوانیا ذوب شد که باعث نشت ۳ میلیون کوری گاز رادیواکتیو به بیرون از نیروگاه گردید.

## واقعه
در ۲۸ مارس دو راکتور هسته‌ای ذوب شد. حجم کمی از گازهای رادیواکتیو و یدهای رادیواکتیو به محیط انتشار یافت.

## عواقب
در پی واقعهٔ مزبور، حدود ۱۴۰٬۰۰۰ نفر از اهالی منطقه، خانه‌های خود را ترک کردند. پس از آن، ساخت نیروگاه‌های هسته‌ای در آمریکا برای مدتی متوقف شد. برای این حادثه اتمی، حتی یک مورد سرطان گزارش نشد.